# 第一代爾曼
50°22′48″N 26°12′40″E / 50.38000°N 26.21111°E
第一代爾曼（烏克蘭語：Дермань Перша），是烏克蘭西北部里夫内州里夫内区米佐奇市镇内的村落。始建於1497年，面積21.5平方公里，海拔高度238米，人口900，人口密度每平方公里43.7人。